# Lincoln Zvasiya
Lincoln Zvasiya (Harare, 25 febbraio 1991) è un calciatore zimbabwese, difensore del Scottland e della nazionale zimbabwese.

## Caratteristiche tecniche
Difensore centrale, può essere schierato anche come mediano.